# 點斑駝背脂鯉
點斑駝背脂鯉（学名：Cyphocharax punctatus），為輻鰭魚綱脂鯉目脂鯉亞目無齒脂鯉科的其中一個種，分布於南美洲Marowijne河流域，體長可達4.3公分，棲息在沙泥底質的淺水域，生活習性不明。